# Saison 2 de Kaboul Kitchen
Chronologie
Saison 1 Saison 3
Cette page présente la liste des épisodes de la seconde saison de la série télévisée Kaboul Kitchen.

## Synopsis
Après son rapt, Jacky est libéré par le gouvernement français. Alors qu'il croyait le pire derrière lui, il se rend compte qu'il est sommé de quitter Kaboul sans parler et pour couronner le tout, il pourrait perdre son âme : «  le Kaboul Kitchen ».   

## Distribution
- Gilbert Melki : Jacky Robert
- Stéphanie Pasterkamp : Sophie Robert
- Benjamin Bellecour : Axel
- Alexis Michalik : Damien
- Simon Abkarian : Colonel Amanullah
- Marc Citti : Victor
- Brahim Bihi : Sayed
- Fayçal Azizi : Habib
- Karina Testa : Lala Amanullah
- Anne Azoulay : Lieutenant Caroline Gabrielle
- David Gasman : Harvey
- Catherine Zavlav : Helen
- Louis-Do de Lencquesaing : Paul Braque
- Jonas Senhadji : Carl
- Lucia Sanchez : Rosemary
- Serge Dupire : Bob, le chef de la sécurité
- Luc Antoni : Commandant Charléty
- Khalid Maadour : Mahmoud Nadir
- Judith El Zein : Barbara Braque

## Liste des épisodes

### Épisode 1:La Peste et le Choléra
- France : 13 janvier 2014 sur Canal +[1]

### Épisode 2:Mon nom est Robert, Jacky Robert
- France : 13 janvier 2014 sur Canal +

### Épisode 3:La Troisième Guerre du Golfe
- France : 13 janvier 2012 sur Canal +

### Épisode 4:Le Mac de Kaboul
- France : 20 janvier 2014 sur Canal +

### Épisode 5:Tirez pas sur le barman
- France : 20 janvier 2014 sur Canal +

### Épisode 6:L'Ex-femme de ma vie
- France : 20 janvier 2014 sur Canal +

### Épisode 7:Taupe Secret
- France : 27 janvier 2014 sur Canal +

### Épisode 8:Le Vestiaire de la peur
- France : 27 janvier 2014 sur Canal +

### Épisode 9:La Route de Jalalabad
- France : 27 janvier 2014 sur Canal +

### Épisode 10:L'Homme au pistolet de nacre
- France : 3 février 2014 sur Canal +

### Épisode 11:Le Traître, la Brute et le Fiancé
- France : 3 février 2014 sur Canal +

### Épisode 12:Jacky Unchained
- France : 3 février 2014 sur Canal +

- Le titre fait référence au film Django Unchained.
- Le colonel cite la fable du Scorpion et de la Grenouille à la sauce afghane.